# Illimani
De Illimani (Aymara voor "Gouden Arend") is een vulkaan in Bolivia. De 6.438 meter hoge stratovulkaan die net buiten de Boliviaanse hoofdstad La Paz ligt, is uitgedoofd.
Het is de op een na hoogste berg van Bolivia. Alleen de Nevado Sajama is hoger. De eerste beklimming was door William Martin Conway, Jean-Antoine Maquignaz de Suiza en Luigi Pelisier.
Op de zuidflanken van de Illimani is de Chojahuaya gelegen.

## Galerij

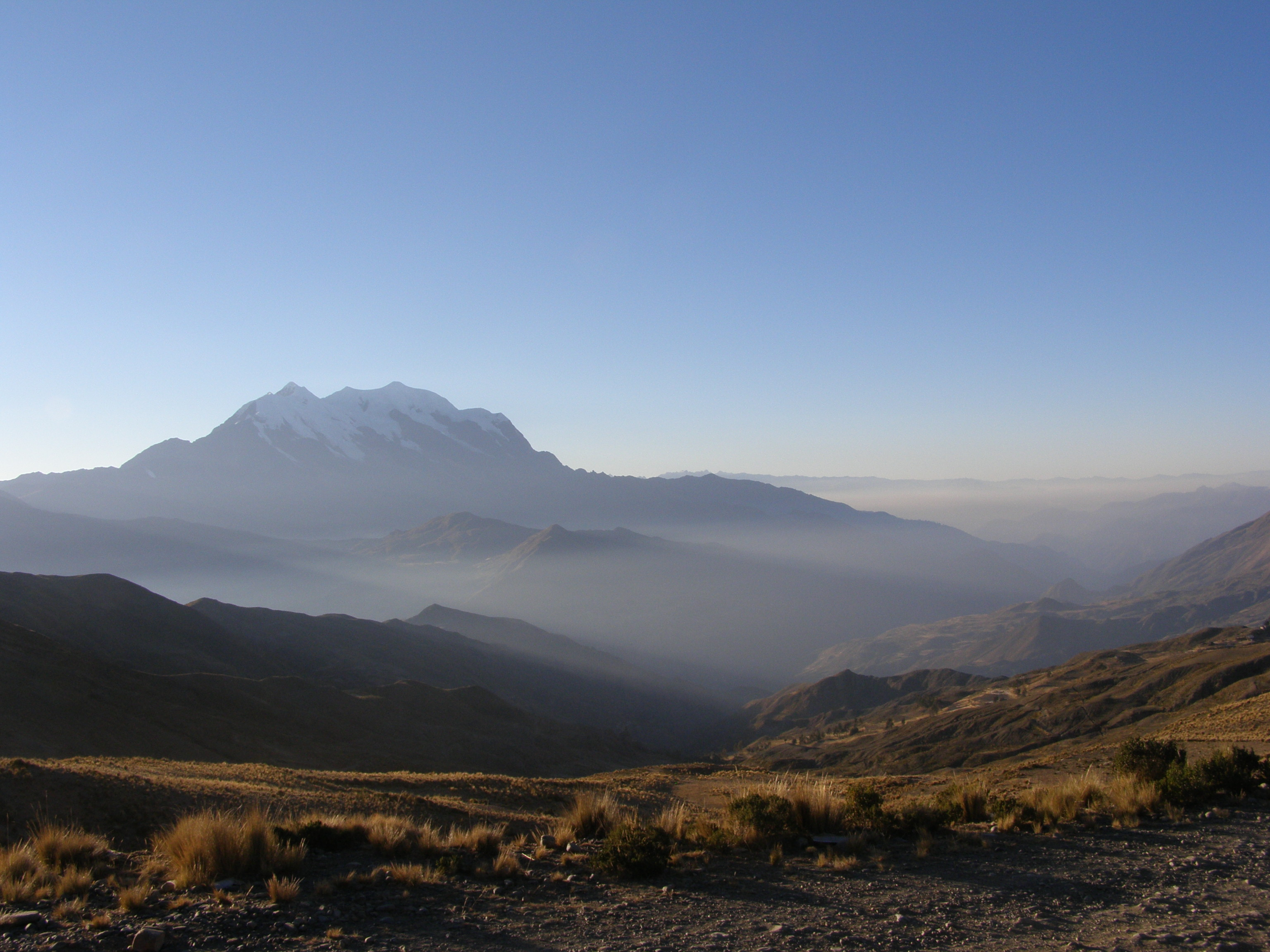
De Illimani gezien vanaf Collana